# Okamejei
Okamejei là một chi cá đuối trong họ Rajidae.

## Các loài
Hiện tại có 15 được ghi nhận:
- Okamejei acutispina (Ishiyama, 1958)
- Okamejei arafurensis Last & Gledhill, 2008
- Okamejei boesemani (Ishihara, 1987)
- Okamejei cairae Last, Fahmi & Ishihara, 2010
- Okamejei heemstrai (McEachran & Fechhelm, 1982)
- Okamejei hollandi (D. S. Jordan & R. E. Richardson, 1909)
- Okamejei jensenae Last & K. K. P. Lim, 2010
- Okamejei kenojei (J. P. Müller & Henle, 1841)
- Okamejei leptoura Last & Gledhill, 2008
- Okamejei meerdervoortii (Bleeker, 1860)
- Okamejei mengae Jeong, Nakabo & H. L. Wu, 2007
- Okamejei philipi (Lloyd, 1906)
- Okamejei pita (R. Fricke & Al-Hassan, 1995)
- Okamejei powelli (Alcock, 1898)
- Okamejei schmidti (Ishiyama, 1958)